# All My Love (utwór Major Lazer)
„All My Love” – utwór projektu muzycznego Major Lazer stworzony na potrzeby ścieżki dźwiękowej do filmu Igrzyska śmierci: Kosogłos. Część 1 kompletowanej przez Lorde. W utworze gościnnie występuje amerykańska wokalistka Ariana Grande. 
Tekst utworu został napisany przez Lorde, Arianę Grande i MØ, a wyprodukowany został przez Diplo, Boaza van de Beatza, Jr-a Blendera. Remiks tego utworu, w którym gościnnie obok Grandy występuje Machel Montano znalazł się na trzecim albumie studyjnym Major Lazer pt. Peace Is the Mission.

## Tło powstania utworu
„All My Love” został po raz pierwszy wymieniony przez Diplo 6 października 2014 na Twitterze. Treść tweeta brzmiała następująco:

Ok so this @MAJORLAZER @ArianaGrande track is sounding pretty gigantic right now #allmylove

Wpis został później usunięty. Pięć dni później ujawniona została pełna ścieżka dźwiękowa, z wyjątkiem piątego utworu, w miejscu którego zamiast wykonawcy i nazwy utworu podane było Various Artists – “Track 5″. Lorde skomentowała brak utworu następująco na Twitterze:

the unnamed track isn't that way because of secrecy's sake - it's just not quite finished *buys self watch*

28 października Grande ujawniła przez Livestream na Twitcam, że znalazła się na się na soundtracku do najnowszej części Igrzysk śmierci. Opisała piosenkę jako:

a very interesting song. It’s very different

3 listopada Lorde oficjalnie potwierdziła, że na ścieżce dźwiękowej pod nazwą “Track 5″ znajduje się utwór „All My Love” Major Lazer z gościnnym udziałem Ariany Grandy. oto wpis w Lorde Twittera:

yup.. track 5 from the mockingjay: part 1 soundtrack is ALL MY LOVE - @MAJORLAZER feat. the one and only angel pipes sista @ArianaGrande

## Remiks
Remiks do utworu „All My Love” powstał przy współpracy z Trynidadzkim wokalistą Machelem Montano. Piosenka znalazła się na trzecim albumie studyjnym Major Lazer zatytułowanym Peace Is the Mission. Album został wydany 1 czerwca 2015 przez wytwórnię Mad Decent oraz Warner Music.

## Notowania na listach przebojów
Wersja oryginalna (z Arianą Grande)
| Lista                                      | Najwyższa pozycja |
| ------------------------------------------ | ----------------- |
| Francja (Top 200 Singles)                  | 135               |
| Belgia (Flandria) (Ultratop 50 Singles)    | 35                |
| Stany Zjednoczone (Dance/Electronic Songs) | 12                |
| Stany Zjednoczone (Hot Dance Club Songs)   | 15                |

Remiks (z Arianą Grande i Machelem Montano)
| Lista                                      | Najwyższa pozycja |
| ------------------------------------------ | ----------------- |
| Kanada (Billboard Canadian Hot 100)        | 87                |
| Kanada (Canadian Digital Songs)            | 35                |
| Stany Zjednoczone (Dance/Electronic Songs) | 12                |
| Stany Zjednoczone (Hot Dance Club Songs)   | 15                |